# Federico Magallanes
Federico Magallanes (Montevidéu, 28 de agosto de 1976) é um ex-futebolista uruguaio que atuava como atacante. 

## Carreira
Magallanes começou nas categorias de base do Peñarol.

## Seleção
Magallanes integrou a Seleção Uruguaia de Futebol na Copa América de 1999. E participou da Copa do Mundo de 2002.

## Títulos
Uruguai
- Copa América de 1999: 2º Lugar